# Zabytkowe mosty Wrocławia

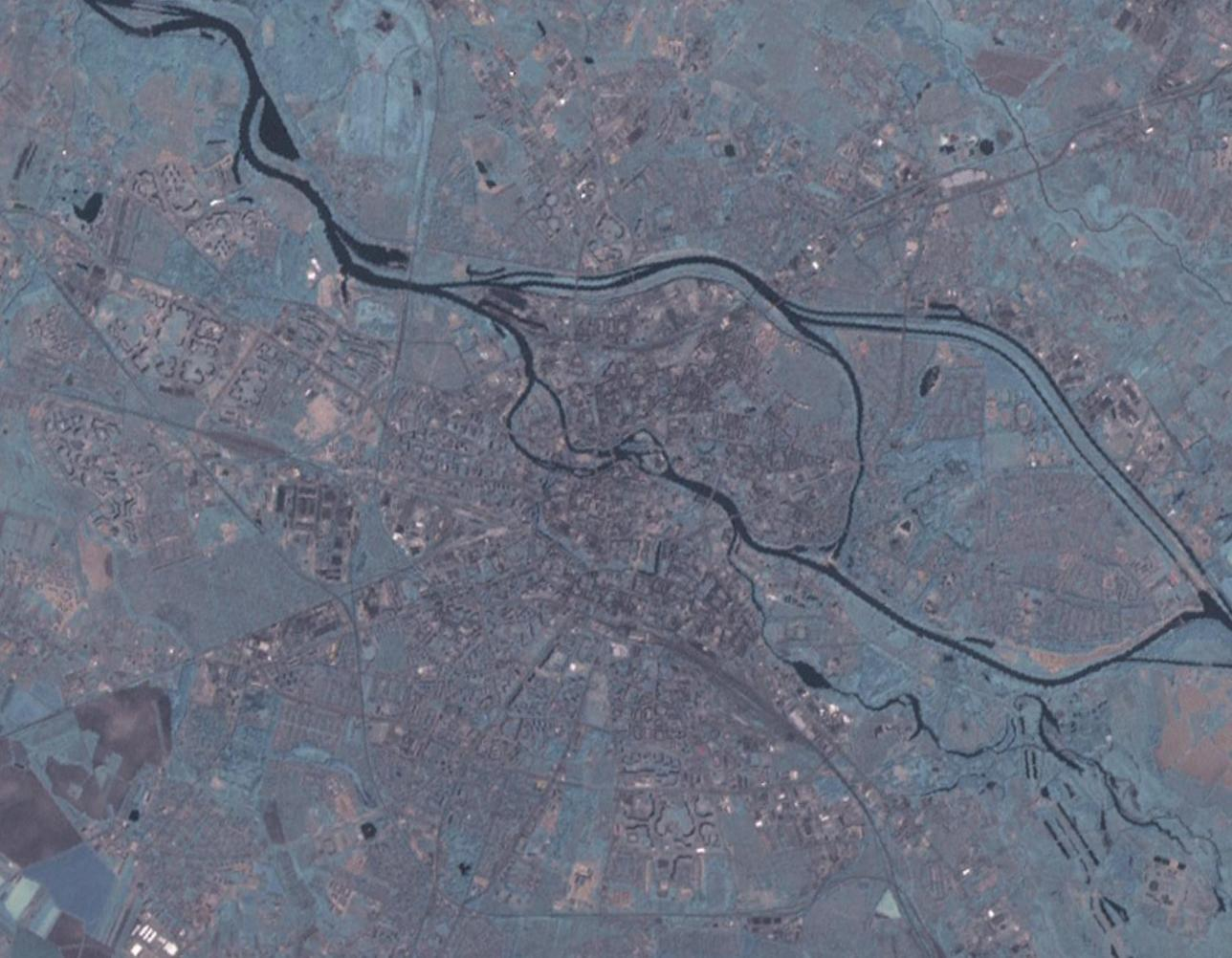
Wrocławski Węzeł Wodny.

Zabytkowe mosty Wrocławia – położone w obrębie granic administracyjnych Wrocławia mosty uznane za zabytki. Obejmują te mosty, wobec których uznano, iż posiadają odpowiednie walory historyczne i techniczne stanowiąc świadectwa dorobku epoki, w której powstały. 
Wrocław jako miasto położone nad wieloma rzekami i innymi ciekami wodnymi tworzącymi Wrocławski Węzeł Wodny, w tym największą z nich Odrą przepływającą przez miasto licznymi korytami i kanałami, posiada w swym obrębie dużą liczbę mostów, z których część została objęta ochroną zabytków i wpisana do rejestru zabytków. 
Mosty takie są wpisane do rejestru indywidualnie bądź jako element większego zespołu obiektów podlegających ochronie. Jak wynika z poniższego zestawienia większość mostów traktowana jest jako odrębna budowla wpisana do rejestrów zabytków, nawet gdy mosty takie wchodzą w skład jednej przeprawy (w tym przypadku zespołu mostów) i w przeszłości były traktowane jako jedna, nazwana indywidualnie przeprawa. Tylko mosty o lokalnym znaczeniu powiązane z konkretnym większym obiektem nie są odrębnie ujęte w takim wykazie, aczkolwiek są wymienione w ramach danego zespołu obiektów jako elementy podlegające ochronie.
| most                                                              | nr i data wpisu | rok budowy                          | ciek wodny                             | fotografia |
| ----------------------------------------------------------------- | --- | ----------------------------------- | -------------------------------------- | ---------- |
| Most Grunwaldzki Kaiserbrücke (Freiheitsbrücke)                   | nr rej.: A/1653/326/Wm z 15.10.1976 r. | 1907 (1908-1910)                    | Odra (Odra Główna/Miejska: Odra Górna) |            |
| Most Mieszczański (stary, północny) Wilhelmsbrücke                | nr rej.: A/1648/332/Wm z 15.10.1976 r. | 1876                                | Odra Północna                          |            |
| Most Młyński (południowy) Gneisenaubrücke                         | nr rej.: A/1651/328/Wm z 15.10.1976 r. | 1885                                | Odra Północna (Kanał Młyna Maria )     |            |
| Most Młyński (północny) Gneisenaubrücke                           | nr rej.: A/1650/329/Wm z 15.10.1976 r. | 1885                                | Odra Północna                          |            |
| Most Oławski Mauritiusbrücke                                      | nr rej.: A/2497/350/Wm z 25.05.1977 r. | 1879 (1882-1883)                    | Oława                                  |            |
| Most Osobowicki (południowy) Gröschelbrücke                       | nr rej.: A/1643/331/Wm z 15.10.1976 r. | 1898 (1895 - 1897)                  | Kanał Miejski                          |            |
| Most Osobowicki (północny) Gröschelbrücke                         | nr rej.: A/1642/337//Wm z 15.10.1976 r. | 1895 - 1897                         | Stara Odra, Kanał Różanka (Żeglugowy)  |            |
| Most Piaskowy Sandbrücke                                          | nr rej.: A/1649/330/Wm z 15.10.1976 r. | 1861                                | Odra (Odra Południowa )                |            |
| Most Pomorski (południowy) Werderbrücke                           | nr rej.: A/2496/342/Wm z 15.10.1976 r. | 1904 - 1905                         | Odra Południowa                        |            |
| Most Pomorski (środkowy) Werderbrücke                             | nr rej.: A/2494/340/Wm z 15.10.1976 r. | 1935 (1930) (1879) (1885)           | kanał Śluzy Mieszczańskiej             |            |
| Most Pomorski (północny) Werderbrücke                             | nr rej.: A/2495/341/Wm z 15.10.1976 r. | 1924 (1928 - 1930)                  | Odra Północna                          |            |
| Most Sikorskiego Königsbrücke                                     | nr rej.: 333/Wm z 15.10.1976 r. | 1875                                | Odra Południowa                        |            |
| Most Trzebnicki (południowy) Rosenthaler Brücke                   | nr rej.: A/1645/335/Wm z 15.10.1976 r. | 1892 - 1897 zastąpiony: 1904 - 1905 | Kanał Miejski                          |            |
| Most Trzebnicki (północny) Rosenthaler Brücke                     | nr rej.: A/1644/336/Wm z 15.10.1976 r. | 1897 (1916)                         | Stara Odra, Kanał Różanka (Żeglugowy)  |            |
| Most Tumski Dombrücke                                             | A/1652/327/Wm z 15.10.1976 r. | 1888 - 1889 (1892)                  | Odra Północna                          |            |
| Most Zwierzyniecki Passbrücke                                     | nr rej.: A/1646/334/Wm z 15.10.1976 r. | 1895- 1897                          | Stara Odra                             |            |
| Most dojazdowy w zespole budowlanym Elektrowni Wodnej Południowej | nr rej.: A/1473/524/Wm z 10.08.1993 r. w ramach: zespół elektrowni południowej na Odrze                                                                | 1922 - 1924 (1922)                  | kanał Elektrowni wodnej Wrocław I      |            |
| Most Burzowy (wrota powodziowe) Flutschleusenbrücke               | nr rej.: A/5863 z 8.03.2013 r. w ramach: stopień wodny „Psie Pole”                                                                                     | 1895 - 1898                         | Kanał Miejski                          |            |
| mostek                                                            | nr rej.:506/A/05 z 18.04.2005 r. w ramach: otoczenie zespołu zespół pałacowy i folwarczny, ul. Pawłowicka 85-101/Widawska nr rej.: 565/Wm z 10.07.1996 |                                     | staw                                   |            |
| most oławski (dawny) – fragment przy Bramie Oławskiej             | nr rej.: A/5274/2098/Wm z 2.08.1975 r. | XV/XVI                              | fosa miejska                           |            |